# Muôn kiếp nhân duyên
Muôn kiếp nhân duyên (tiếng Anh: Past Lives) là một bộ phim điện ảnh Mỹ – Hàn Quốc thuộc thể loại lãng mạn – chính kịch ra mắt vào năm 2023 do Celine Song viết kịch bản kiêm đạo diễn trong chính tác phẩm đầu tay của cô. Với sự tham gia diễn xuất của các diễn viên chính gồm Greta Lee, Teo Yoo và John Magaro, tác phẩm theo chân Nora và Hae-sung – hai người bạn thời thơ ấu đều suy ngẫm về bản chất mối quan hệ giữa họ sau nhiều năm xa cách.
Muôn kiếp nhân duyên có buổi công chiếu tại liên hoan phim Sundance vào ngày 21 tháng 1 năm 2023, và được khởi chiếu trên các cụm rạp tại Mỹ vào ngày 2 tháng 6 năm 2023 và tại Việt Nam vào ngày 29 tháng 9 cùng năm. Thu về 42,7 triệu USD so với kinh phí sản xuất chỉ vỏn vẹn 12 triệu USD, tác phẩm nhìn chung nhận về những lời khen ngợi từ giới chuyên môn và được Viện phim Mỹ cũng như Ủy ban Quốc gia về phê bình điện ảnh bầu chọn là một trong mười bộ phim xuất sắc nhất năm 2023. Bên cạnh đó, tác phẩm còn được đề cử năm giải Quả cầu vàng, trong đó có hạng mục Phim chính kịch hay nhất, và hai giải Oscar cho các hạng mục Phim hay nhất và Kịch bản gốc xuất sắc nhất. Kể từ sau khi ra mắt, tác phẩm đã được đánh giá là một trong những bộ phim hay nhất của thập niên 2020 và thế kỷ 21.

## Nội dung
Năm 1999, Moon Na-young và Hae-sung là hai bạn học 12 tuổi tại Seoul, Hàn Quốc. Hai người bắt đầu thích nhau và được bố mẹ hai bên sắp xếp đi chơi chung. Ngay sau đó, gia đình của Na-young di cư sang Canada và hai người mất liên lạc với nhau kể từ đó. Na-young sau này đã đổi tên thành Nora Moon.
Năm 2011, Hae-sung hoàn thành nghĩa vụ quân sự tại Hàn Quốc còn Nora chuyển đến Thành phố New York để sinh sống. Nora thấy trên Facebook rằng Hae-sung đang tìm cô mà không biết rằng cô đã đổi tên. Hai người bắt đầu gọi video với nhau nhưng không thể thăm nhau được vì Nora dự định tham dự một khóa viết văn biệt lập ở Montauk và Hae-sung sẽ chuyển đến Trung Quốc để học tiếng Trung Quốc. Nora đề nghị hai người ngừng nói chuyện một thời gian vì cô muốn tập trung vào việc viết lách và cuộc sống. Tại khóa viết văn, Nora nảy sinh tình cảm với nhà văn Arthur Zaturansky. Hai người đề cập đến duyên khởi trong Phật giáo khi bàn về lý do hai con người có thể đến với nhau. Hae-sung cũng bắt đầu hẹn hò với một người phụ nữ.
Năm 2023, Arthur và Nora đã kết hôn và sống ở Thành phố New York. Hae-sung đã chia tay bạn gái và quyết định thăm Nora. Arthur tự vấn liệu anh có phải là rào cản trong chuyện tình của hai người không và nói rằng nếu Nora gặp một người đàn ông tương tự khác 12 năm trước thì cô đã kết hôn với anh ta để có thẻ thường trú nhân Hoa Kỳ. Nora khẳng định rằng cô yêu Arthur. Hae-sung gặp Nora và Arthur và cả ba đến một quán rượu. Ban đầu, Nora phiên dịch cho Hae-sung và Arthur, nhưng bắt đầu nói chuyện riêng với Hae-sung bằng tiếng Hàn. Anh tự hỏi hai người là gì của nhau trong kiếp trước và mọi chuyện sẽ ra sao nếu cô đã không đi Canada.
Cả ba người trở về căn hộ của Arthur và Nora. Hae-sung mời hai người đến thăm anh ở Hàn Quốc và gọi taxi ra sân bay. Nora và Hae-sung trao nhau cái nhìn đầy ẩn ý trong khi đợi taxi. Anh hỏi Nora liệu cuộc gặp giữa hai người có phải là nhân duyên từ kiếp trước không và kiếp sau sẽ như thế nào, Nora tỏ ra không biết về điều này, anh chỉ nhẹ nhàng đáp lại rằng hẹn gặp cô lần sau. Hae-sung lên taxi và Nora quay trở về căn hộ rồi bật khóc trong vòng tay của Arthur, kết thúc chuyện tình đầy dang dở.

## Diễn viên
- Greta Lee vai Nora Moon/Moon Na-young
  - Seung Ah Moon vai Nora lúc trẻ
- Teo Yoo vai Hae-sung
  - Seung Min Yim vai Hae-sung lúc trẻ
- John Magaro vai Arthur
- Yoon Ji-hye vai mẹ của Nora
- Choi Won-young vai bố của Nora
- Min Young Ahn vai mẹ của Hae Sung
- Jojo T. Gibbs vai Janice
- Emily Cass McDonnell vai Rachel
- Federico Rodriguez vai Robert
- Conrad Schott vai Peter
- Kristen Sieh vai Heather

## Sản xuất
Tháng 1 năm 2020, Choi Woo-shik được công bố sẽ đóng vai chính trong Muôn kiếp nhân duyên do Celine Song đạo diễn, viết kịch bản và A24 sản xuất, phát hành cùng với Killer Films và CJ ENM. Tháng 8 năm 2021, tạp chí Deadline Hollywood công bố Greta Lee, Teo Yoo và John Magaro sẽ tham gia bộ phim, với Yoo thay thế Choi để đảm nhận vai Hae-sung.
Bộ phim được quay bằng phim 35 mm, việc ghi hình được diễn ra tại Thành phố New York từ tháng 7 đến tháng 8 năm 2021 ở nhiều nơi, bao gồm các bến phà và cầu Manhattan. Căn hộ của Hae-sung và Nora được dựng cạnh nhau tại Greenpoint Studios, Brooklyn và những cảnh hai người gọi video được quay cùng lúc. Sau đó, đoàn làm phim đến Seoul và quay phim từ cuối tháng 10 đến đầu tháng 11 năm 2021.

## Phát hành

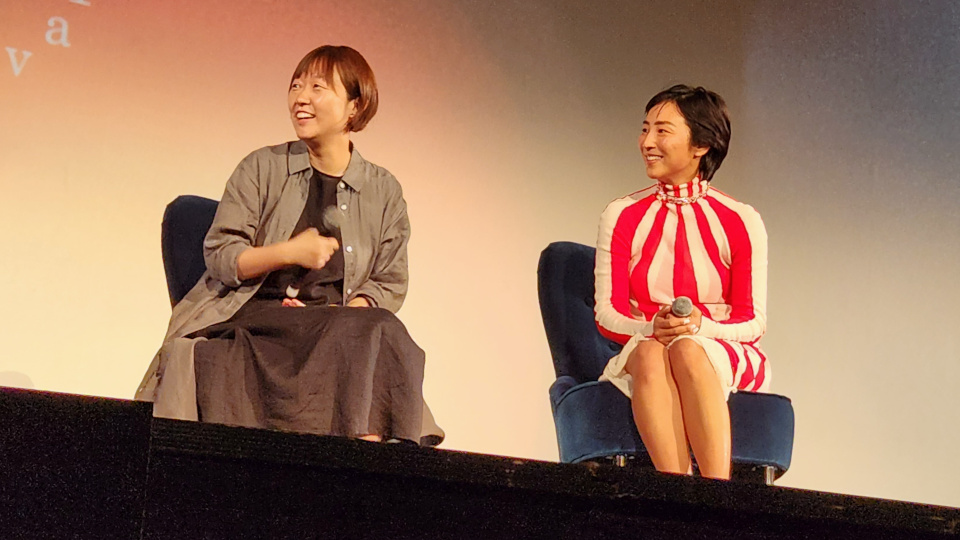
Đạo diễn Celine Song (trái) và diễn viên chính Greta Lee (phải) tại một buổi trình chiếu bộ phim

Muôn kiếp nhân duyên được công chiếu tại Liên hoan phim Sundance vào ngày 21 tháng 1 năm 2023. Bộ phim cũng được trình chiếu tại Liên hoan phim quốc tế Berlin lần thứ 73 vào ngày 19 tháng 2 năm 2023. Cuối tháng 2, StudioCanal và CJ ENM mua lại quyền phát hành quốc tế bộ phim. Muôn kiếp nhân duyên là bộ phim mở màn Liên hoan phim quốc tế Seattle năm 2023. Tại Mỹ, bộ phim được phát hành giới hạn tại rạp vào ngày 2 tháng 6 năm 2023 và được phát hành rộng rãi vào ngày 23 tháng 6 năm 2023.
Muôn kiếp nhân duyên được trình chiếu tại Liên hoan phim quốc tế Busan lần thứ 28 trong khuôn khổ "Triển lãm đặc biệt về người Mỹ gốc Hàn: Người Hàn hải ngoại".

## Đón nhận

### Doanh thủ phòng vé
Muôn kiếp nhân duyên thu về 11,3 triệu USD tại Mỹ và Canada và 31,4 triệu USD ở những thị trường khác, tổng doanh thu trên toàn thế giới là 42,7 triệu USD.

### Đánh giá chuyên môn
Muôn kiếp nhân duyên nhìn chung được giới chuyên môn dành những lời khen ngợi. Trên hệ thống tổng hợp kết quả đánh giá Rotten Tomatoes, tác phẩm nhận 95% lượng đồng thuận dựa trên 314 bài đánh giá, đạt điểm trung bình 9,1/10. Các chuyên gia của trang web nhất trí rằng: "Là một tác phẩm đầu tay đáng nhớ trong sự nghiệp của nữ biên kịch kiêm đạo diễn Celine Song, Muôn kiếp nhân duyên dùng mối quan hệ giữa các nhân vật chính được phác họa tinh tế để bày tỏ những quan sát sâu sắc về tình người". Trên chuyên trang Metacritic, tác phẩm giành số điểm trung bình là 94/100, dựa theo 52 phê bình gia, cho thấy giới chuyên môn đều dành những lời "tán dương rộng rãi".

## Giải thưởng và đề cử
| Giải thưởng                                                | Thời gian            | Hạng mục                                                                      | Đề cử                                                            | Kết quả   | Nguồn         |
| ---------------------------------------------------------- | -------------------- | ----------------------------------------------------------------------------- | ---------------------------------------------------------------- | --------- | ------------- |
| Giải Oscar                                                 | 10 tháng 3 năm 2024  | Phim hay nhất                                                                 | David Hinojosa, Christine Vachon và Pamela Koffler               | Đề cử     | [ 26 ]        |
| Giải Oscar                                                 | 10 tháng 3 năm 2024  | Kịch bản gốc xuất sắc nhất                                                    | Celine Song                                                      | Đề cử     | [ 26 ]        |
| African-American Film Critics Association                  | January 15, 2024     | Top 10 Films of the Year                                                      | Muôn kiếp nhân duyên                                             | Giải Năm  | [ 27 ]        |
| Alliance of Women Film Journalists                         | January 3, 2024      | Phim hay nhất                                                                 | Muôn kiếp nhân duyên                                             | Đề cử     | [ 28 ]        |
| Alliance of Women Film Journalists                         | January 3, 2024      | Phim ngoại ngữ hay nhất                                                       | Muôn kiếp nhân duyên                                             | Đề cử     | [ 28 ]        |
| Alliance of Women Film Journalists                         | January 3, 2024      | Đạo diễn xuất sắc nhất                                                        | Celine Song                                                      | Đề cử     | [ 28 ]        |
| Alliance of Women Film Journalists                         | January 3, 2024      | Nữ diễn viên chính xuất sắc nhất                                              | Greta Lee                                                        | Đề cử     | [ 28 ]        |
| Alliance of Women Film Journalists                         | January 3, 2024      | Best Woman's Breakthrough Performance                                         | Greta Lee                                                        | Đề cử     | [ 28 ]        |
| Alliance of Women Film Journalists                         | January 3, 2024      | Kịch bản gốc xuất sắc nhất                                                    | Celine Song                                                      | Đề cử     | [ 28 ]        |
| Alliance of Women Film Journalists                         | January 3, 2024      | Nữ đạo diễn xuất sắc nhất                                                     | Celine Song                                                      | Đề cử     | [ 28 ]        |
| Alliance of Women Film Journalists                         | January 3, 2024      | Nữ biên kịch xuất sắc nhất                                                    | Celine Song                                                      | Đoạt giải | [ 28 ]        |
| American Cinema Editors                                    | March 3, 2024        | Best Edited Feature Film (Drama, Theatrical)                                  | Keith Fraase                                                     | Đề cử     | [ 29 ]        |
| Giải Viện phim Mỹ                                          | December 7, 2023     | Top 10 Films of the Year                                                      | Muôn kiếp nhân duyên                                             | Đoạt giải | [ 30 ]        |
| Asia Pacific Screen Awards                                 | November 3, 2023     | Đạo diễn xuất sắc nhất                                                        | Celine Song                                                      | Đoạt giải | [ 31 ]        |
| Artios Awards                                              | March 7, 2024        | Outstanding Achievement in Casting – Feature Studio or Independent (Drama)    | Ellen Chenoweth, Susanne Scheel                                  | Đoạt giải | [ 32 ]        |
| Astra Film và Creative Arts Awards                         | January 6, 2024      | Phim hay nhất                                                                 | Muôn kiếp nhân duyên                                             | Đề cử     | [ 33 ]        |
| Astra Film và Creative Arts Awards                         | January 6, 2024      | Đạo diễn xuất sắc nhất                                                        | Celine Song                                                      | Đề cử     | [ 33 ]        |
| Astra Film và Creative Arts Awards                         | January 6, 2024      | Nữ diễn viên chính xuất sắc nhất                                              | Greta Lee                                                        | Đề cử     | [ 33 ]        |
| Astra Film và Creative Arts Awards                         | January 6, 2024      | Kịch bản gốc xuất sắc nhất                                                    | Celine Song                                                      | Đề cử     | [ 33 ]        |
| Astra Film và Creative Arts Awards                         | January 6, 2024      | Best First Feature                                                            | Celine Song                                                      | Đoạt giải | [ 33 ]        |
| Austin Film Critics Association Awards                     | January 10, 2024     | Phim hay nhất                                                                 | Muôn kiếp nhân duyên                                             | Đề cử     | [ 34 ]        |
| Austin Film Critics Association Awards                     | January 10, 2024     | Đạo diễn xuất sắc nhất                                                        | Celine Song                                                      | Đề cử     | [ 34 ]        |
| Austin Film Critics Association Awards                     | January 10, 2024     | Nữ diễn viên chính xuất sắc nhất                                              | Greta Lee                                                        | Đề cử     | [ 34 ]        |
| Austin Film Critics Association Awards                     | January 10, 2024     | Kịch bản gốc xuất sắc nhất                                                    | Celine Song                                                      | Đoạt giải | [ 34 ]        |
| Austin Film Critics Association Awards                     | January 10, 2024     | Best First Film                                                               | Celine Song                                                      | Đoạt giải | [ 34 ]        |
| Austin Film Critics Association Awards                     | January 10, 2024     | The Robert R. "Bobby" McCurdy Memorial Breakthrough Artist Award              | Celine Song                                                      | Đề cử     | [ 34 ]        |
| Liên hoan phim quốc tế Berlin                              | February 25, 2023    | Gấu Vàng                                                                      | Celine Song                                                      | Đề cử     | [ 35 ]        |
| Black Film Critics Circle                                  | December 20, 2023    | Top Ten Films                                                                 | Muôn kiếp nhân duyên                                             | 6th Place | [ 36 ]        |
| Black Film Critics Circle                                  | December 20, 2023    | Kịch bản gốc xuất sắc nhất                                                    | Celine Song                                                      | Đoạt giải | [ 36 ]        |
| Boston Society of Film Critics Awards                      | December 10, 2023    | Best New Filmmaker                                                            | Celine Song                                                      | Đoạt giải | [ 37 ]        |
| Giải thưởng Điện ảnh Viện Hàn lâm Vương quốc Liên hiệp Anh | February 18, 2024    | Nam diễn viên chính xuất sắc nhất                                             | Teo Yoo                                                          | Đề cử     | [ 38 ]        |
| Giải thưởng Điện ảnh Viện Hàn lâm Vương quốc Liên hiệp Anh | February 18, 2024    | Kịch bản gốc xuất sắc nhất                                                    | Celine Song                                                      | Đề cử     | [ 38 ]        |
| Giải thưởng Điện ảnh Viện Hàn lâm Vương quốc Liên hiệp Anh | February 18, 2024    | Phim ngoại ngữ hay nhất                                                       | Celine Song, David Hinojosa, Pamela Koffler và Christine Vachon  | Đề cử     | [ 38 ]        |
| British Independent Film Awards                            | December 3, 2023     | Best International Independent Film                                           | Celine Song, David Hinojosa, Christine Vachon, và Pamela Koffler | Đề cử     | [ 39 ]        |
| Celebration of Cinema & Television                         | December 4, 2023     | Actress Award (Film)                                                          | Greta Lee                                                        | Đoạt giải | [ 40 ]        |
| Hiệp hội phê bình phim Chicago                             | December 12, 2023    | Nam diễn viên chính xuất sắc nhất                                             | Teo Yoo                                                          | Đề cử     | [ 41 ]        |
| Hiệp hội phê bình phim Chicago                             | December 12, 2023    | Most Promising Performer                                                      | Teo Yoo                                                          | Đề cử     | [ 41 ]        |
| Hiệp hội phê bình phim Chicago                             | December 12, 2023    | Kịch bản gốc xuất sắc nhất                                                    | Celine Song                                                      | Đề cử     | [ 41 ]        |
| Hiệp hội phê bình phim Chicago                             | December 12, 2023    | Milos Stehlik Award for Breakthrough Filmmaker                                | Celine Song                                                      | Đoạt giải | [ 41 ]        |
| Cinema Eye Honors                                          | January 12, 2024     | Heterodox Award                                                               | Muôn kiếp nhân duyên                                             | Đề cử     | [ 42 ]        |
| Cinema for Peace Awards                                    | February 18–19, 2024 | Cinema for Peace Dove for The Most Valuable Film of the Year 2024             | Muôn kiếp nhân duyên                                             | Đề cử     | [ 43 ] [ 44 ] |
| Critics' Choice Movie Awards                               | January 14, 2024     | Phim hay nhất                                                                 | Muôn kiếp nhân duyên                                             | Đề cử     | [ 45 ]        |
| Critics' Choice Movie Awards                               | January 14, 2024     | Nữ diễn viên chính xuất sắc nhất                                              | Greta Lee                                                        | Đề cử     | [ 45 ]        |
| Critics' Choice Movie Awards                               | January 14, 2024     | Kịch bản gốc xuất sắc nhất                                                    | Celine Song                                                      | Đề cử     | [ 45 ]        |
| Hiệp hội phê bình phim Dallas–Fort Worth                   | December 18, 2023    | Top 10 Films of the Year                                                      | Muôn kiếp nhân duyên                                             | 6th Place | [ 46 ]        |
| Hiệp hội phê bình phim Dallas–Fort Worth                   | December 18, 2023    | Đạo diễn xuất sắc nhất                                                        | Celine Song                                                      | Giải Năm  | [ 46 ]        |
| Hiệp hội phê bình phim Dallas–Fort Worth                   | December 18, 2023    | Nữ diễn viên chính xuất sắc nhất                                              | Greta Lee                                                        | 4th Place | [ 46 ]        |
| Liên hoan phim Mỹ ở Deauville                              | 9 tháng 9 năm 2023   | Grand Special Prize                                                           | Muôn kiếp nhân duyên                                             | Đề cử     | [ 47 ]        |
| Denver Film Critics Society                                | January 12, 2024     | Phim hay nhất                                                                 | Muôn kiếp nhân duyên                                             | Đề cử     | [ 48 ]        |
| Denver Film Critics Society                                | January 12, 2024     | Best Lead Performance by an Actor, Female                                     | Greta Lee                                                        | Đề cử     | [ 48 ]        |
| Denver Film Critics Society                                | January 12, 2024     | Kịch bản gốc xuất sắc nhất                                                    | Celine Song                                                      | Đề cử     | [ 48 ]        |
| Denver Film Critics Society                                | January 12, 2024     | Phim ngoại ngữ xuất sắc nhất                                                  | Muôn kiếp nhân duyên                                             | Đề cử     | [ 48 ]        |
| Directors Guild of America Awards                          | February 10, 2024    | Outstanding Directing – First-Time Feature Film                               | Celine Song                                                      | Đoạt giải | [ 49 ]        |
| Dublin Film Critics Circle Awards                          | December 19, 2023    | Phim hay nhất                                                                 | Muôn kiếp nhân duyên                                             | Đoạt giải | [ 50 ]        |
| Dublin Film Critics Circle Awards                          | December 19, 2023    | Đạo diễn xuất sắc nhất                                                        | Celine Song                                                      | Đoạt giải | [ 50 ]        |
| Film Fest Ghent                                            | October 21, 2023     | Phim hay nhất                                                                 | Muôn kiếp nhân duyên                                             | Đề cử     | [ 51 ]        |
| Film Fest Ghent                                            | October 21, 2023     | Special Mention                                                               | Greta Lee, Yoo Teo và John Magaro                                | Đoạt giải | [ 52 ]        |
| Florida Film Critics Circle Awards                         | December 21, 2023    | Phim hay nhất                                                                 | Muôn kiếp nhân duyên                                             | Đề cử     | [ 53 ] [ 54 ] |
| Florida Film Critics Circle Awards                         | December 21, 2023    | Đạo diễn xuất sắc nhất                                                        | Celine Song                                                      | Đề cử     | [ 53 ] [ 54 ] |
| Florida Film Critics Circle Awards                         | December 21, 2023    | Kịch bản gốc xuất sắc nhất                                                    | Celine Song                                                      | Đoạt giải | [ 53 ] [ 54 ] |
| Florida Film Critics Circle Awards                         | December 21, 2023    | Best First Film                                                               | Celine Song                                                      | Đoạt giải | [ 53 ] [ 54 ] |
| Florida Film Critics Circle Awards                         | December 21, 2023    | Breakout Award                                                                | Celine Song                                                      | Runner-up | [ 53 ] [ 54 ] |
| Georgia Film Critics Association Awards                    | January 5, 2024      | Phim hay nhất                                                                 | Muôn kiếp nhân duyên                                             | Á quân    | [ 55 ] [ 56 ] |
| Georgia Film Critics Association Awards                    | January 5, 2024      | Đạo diễn xuất sắc nhất                                                        | Celine Song                                                      | Đề cử     | [ 55 ] [ 56 ] |
| Georgia Film Critics Association Awards                    | January 5, 2024      | Nữ diễn viên chính xuất sắc nhất                                              | Greta Lee                                                        | Đề cử     | [ 55 ] [ 56 ] |
| Georgia Film Critics Association Awards                    | January 5, 2024      | Kịch bản gốc xuất sắc nhất                                                    | Celine Song                                                      | Á quân    | [ 55 ] [ 56 ] |
| Georgia Film Critics Association Awards                    | January 5, 2024      | Best Original Song                                                            | Sharon Van Etten và Zach Dawes ("Quiet Eyes")                    | Đề cử     | [ 55 ] [ 56 ] |
| Giải Quả cầu vàng                                          | January 7, 2024      | Best Motion Picture – Drama                                                   | Muôn kiếp nhân duyên                                             | Đề cử     | [ 57 ]        |
| Giải Quả cầu vàng                                          | January 7, 2024      | Phim ngoại ngữ hay nhất                                                       | Muôn kiếp nhân duyên                                             | Đề cử     | [ 57 ]        |
| Giải Quả cầu vàng                                          | January 7, 2024      | Đạo diễn xuất sắc nhất                                                        | Celine Song                                                      | Đề cử     | [ 57 ]        |
| Giải Quả cầu vàng                                          | January 7, 2024      | Kịch bản hay nhất                                                             | Celine Song                                                      | Đề cử     | [ 57 ]        |
| Giải Quả cầu vàng                                          | January 7, 2024      | Nữ diễn viên phim chính kịch xuất sắc nhất                                    | Greta Lee                                                        | Đề cử     | [ 57 ]        |
| Golden Trailer Awards                                      | June 29, 2023        | Phim lãng mạn hay nhất                                                        | "Fate" (Mark Wollen & Associates)                                | Đoạt giải | [ 58 ]        |
| Giải Phim độc lập Gotham                                   | November 27, 2023    | Best Feature                                                                  | Muôn kiếp nhân duyên                                             | Đoạt giải | [ 59 ]        |
| Giải Phim độc lập Gotham                                   | November 27, 2023    | Breakthrough Director                                                         | Celine Song                                                      | Đề cử     | [ 59 ]        |
| Giải Phim độc lập Gotham                                   | November 27, 2023    | Outstanding Lead Performance                                                  | Greta Lee                                                        | Đề cử     | [ 59 ]        |
| Hollywood Critics Association Midseason Film Awards        | June 30, 2023        | Phim hay nhất                                                                 | Muôn kiếp nhân duyên                                             | Runner-up | [ 60 ]        |
| Hollywood Critics Association Midseason Film Awards        | June 30, 2023        | Best Indie                                                                    | Muôn kiếp nhân duyên                                             | Đoạt giải | [ 60 ]        |
| Hollywood Critics Association Midseason Film Awards        | June 30, 2023        | Đạo diễn xuất sắc nhất                                                        | Celine Song                                                      | Runner-up | [ 60 ]        |
| Hollywood Critics Association Midseason Film Awards        | June 30, 2023        | Nam diễn viên chính xuất sắc nhất                                             | Teo Yoo                                                          | Runner-up | [ 60 ]        |
| Hollywood Critics Association Midseason Film Awards        | June 30, 2023        | Nữ diễn viên chính xuất sắc nhất                                              | Greta Lee                                                        | Đoạt giải | [ 60 ]        |
| Hollywood Critics Association Midseason Film Awards        | June 30, 2023        | Nam diễn viên phụ xuất sắc nhất                                               | John Magaro                                                      | Đề cử     | [ 60 ]        |
| Hollywood Critics Association Midseason Film Awards        | June 30, 2023        | Kịch bản xuất sắc nhất                                                        | Celine Song                                                      | Đoạt giải | [ 60 ]        |
| Hollywood Music in Media Awards                            | November 15, 2023    | Best Original Song — Independent Film                                         | Sharon Van Etten và Zach Dawes ("Quiet Eyes")                    | Đề cử     | [ 61 ] [ 62 ] |
| Houston Film Critics Society                               | January 22, 2024     | Phim hay nhất                                                                 | Muôn kiếp nhân duyên                                             | Đề cử     | [ 63 ] [ 64 ] |
| Houston Film Critics Society                               | January 22, 2024     | Nữ diễn viên chính xuất sắc nhất                                              | Greta Lee                                                        | Đề cử     | [ 63 ] [ 64 ] |
| Houston Film Critics Society                               | January 22, 2024     | Kịch bản xuất sắc nhất                                                        | Celine Song                                                      | Đề cử     | [ 63 ] [ 64 ] |
| Giải Tinh thần độc lập                                     | February 25, 2024    | Phim hay nhất                                                                 | David Hinojosa, Pamela Koffler, Christine Vachon                 | Đoạt giải | [ 65 ]        |
| Giải Tinh thần độc lập                                     | February 25, 2024    | Đạo diễn xuất sắc nhất                                                        | Celine Song                                                      | Đoạt giải | [ 65 ]        |
| Giải Tinh thần độc lập                                     | February 25, 2024    | Best Lead Performance                                                         | Greta Lee                                                        | Đề cử     | [ 65 ]        |
| Giải Tinh thần độc lập                                     | February 25, 2024    | Best Lead Performance                                                         | Teo Yoo                                                          | Đề cử     | [ 65 ]        |
| Giải Tinh thần độc lập                                     | February 25, 2024    | Kịch bản xuất sắc nhất                                                        | Celine Song                                                      | Đề cử     | [ 65 ]        |
| Indiana Film Journalists Association                       | 17 tháng 12 năm 2023 | Phim hay nhất                                                                 | Muôn kiếp nhân duyên                                             | Đề cử     | [ 66 ] [ 67 ] |
| Indiana Film Journalists Association                       | 17 tháng 12 năm 2023 | Đạo diễn xuất sắc nhất                                                        | Celine Song                                                      | Đề cử     | [ 66 ] [ 67 ] |
| Indiana Film Journalists Association                       | 17 tháng 12 năm 2023 | Best Lead Performance                                                         | Greta Lee                                                        | Đề cử     | [ 66 ] [ 67 ] |
| Indiana Film Journalists Association                       | 17 tháng 12 năm 2023 | Kịch bản gốc xuất sắc nhất                                                    | Celine Song                                                      | Đề cử     | [ 66 ] [ 67 ] |
| Indiana Film Journalists Association                       | 17 tháng 12 năm 2023 | Breakout of the Year                                                          | Celine Song                                                      | Đoạt giải | [ 66 ] [ 67 ] |
| Indiana Film Journalists Association                       | 17 tháng 12 năm 2023 | Phim ngoại ngữ hay nhất                                                       | Muôn kiếp nhân duyên                                             | Đề cử     | [ 66 ] [ 67 ] |
| IndieWire Critics Poll                                     | 11 tháng 12 năm 2023 | Phim hay nhất                                                                 | Muôn kiếp nhân duyên                                             | 4th Place | [ 68 ]        |
| IndieWire Critics Poll                                     | 11 tháng 12 năm 2023 | Đạo diễn xuất sắc nhất                                                        | Celine Song                                                      | 7th Place | [ 68 ]        |
| IndieWire Critics Poll                                     | 11 tháng 12 năm 2023 | Diễn viên xuất sắc nhất                                                       | Greta Lee                                                        | 9th Place | [ 68 ]        |
| IndieWire Critics Poll                                     | 11 tháng 12 năm 2023 | Kịch bản xuất sắc nhất                                                        | Celine Song                                                      | 2nd Place | [ 68 ]        |
| IndieWire Critics Poll                                     | 11 tháng 12 năm 2023 | Best First Feature                                                            | Muôn kiếp nhân duyên                                             | Đoạt giải | [ 68 ]        |
| Liên hoan phim Jerusalem                                   | July 23, 2023        | Best International Debut                                                      | Muôn kiếp nhân duyên                                             | Đề cử     | [ 69 ]        |
| Cộng đồng các nhà phê bình phim Las Vegas                  | 13 tháng 12 năm 2023 | Đạo diễn xuất sắc nhất                                                        | Celine Song                                                      | Đề cử     | [ 70 ]        |
| Cộng đồng các nhà phê bình phim Las Vegas                  | 13 tháng 12 năm 2023 | Nữ diễn viên chính xuất sắc nhất                                              | Greta Lee                                                        | Đề cử     | [ 70 ]        |
| Cộng đồng các nhà phê bình phim Las Vegas                  | 13 tháng 12 năm 2023 | Kịch bản gốc xuất sắc nhất                                                    | Celine Song                                                      | Đề cử     | [ 70 ]        |
| Cộng đồng các nhà phê bình phim Las Vegas                  | 13 tháng 12 năm 2023 | Breakout Filmmaker                                                            | Celine Song                                                      | Đoạt giải | [ 70 ]        |
| Los Angeles Film Critics Association                       | December 10, 2023    | New Generation Award                                                          | Celine Song                                                      | Đoạt giải | [ 71 ]        |
| Manaki Brothers Film Festival                              | 29 tháng 9 năm 2023  | Golden Camera 300                                                             | Shabier Kirchner                                                 | Đề cử     | [ 72 ]        |
| Liên hoan phim Middleburg                                  | October 22, 2023     | MFF Breakthrough Filmmaker Award                                              | Celine Song                                                      | Đoạt giải | [ 73 ]        |
| Minnesota Film Critics Alliance                            | 4 tháng 2 năm 2024   | Phim hay nhất                                                                 | Muôn kiếp nhân duyên                                             | Đề cử     | [ 74 ]        |
| Minnesota Film Critics Alliance                            | 4 tháng 2 năm 2024   | Đạo diễn xuất sắc nhất                                                        | Celine Song                                                      | Đề cử     | [ 74 ]        |
| Minnesota Film Critics Alliance                            | 4 tháng 2 năm 2024   | Kịch bản xuất sắc nhất                                                        | Celine Song                                                      | Đoạt giải | [ 74 ]        |
| Minnesota Film Critics Alliance                            | 4 tháng 2 năm 2024   | Nữ diễn viên chính xuất sắc nhất                                              | Greta Lee                                                        | Á quân    | [ 74 ]        |
| Liên hoan phim quốc tế Miskolc                             | 9 tháng 9 năm 2023   | Emeric Pressburger Prize for Best Feature Film                                | Muôn kiếp nhân duyên                                             | Đề cử     | [ 75 ]        |
| Ủy ban Quốc gia về phê bình điện ảnh                       | December 6, 2023     | Top Ten Films                                                                 | Muôn kiếp nhân duyên                                             | Đoạt giải | [ 76 ]        |
| Ủy ban Quốc gia về phê bình điện ảnh                       | December 6, 2023     | Best Directorial Debut                                                        | Celine Song                                                      | Đoạt giải | [ 76 ]        |
| National Society of Film Critics Awards                    | January 6, 2024      | Phim hay nhất                                                                 | Muôn kiếp nhân duyên                                             | Đoạt giải | [ 77 ]        |
| National Society of Film Critics Awards                    | January 6, 2024      | Kịch bản xuất sắc nhất                                                        | Celine Song                                                      | Á quân    | [ 77 ]        |
| New York Film Critics Online Awards                        | 15 tháng 12 năm 2023 | Top 10 Films                                                                  | Muôn kiếp nhân duyên                                             | Đoạt giải | [ 78 ]        |
| New York Film Critics Online Awards                        | 15 tháng 12 năm 2023 | Best Debut Director                                                           | Celine Song                                                      | Đoạt giải | [ 78 ]        |
| New York Film Critics Circle Awards                        | November 30, 2023    | Best First Film                                                               | Muôn kiếp nhân duyên                                             | Đoạt giải | [ 79 ]        |
| North Texas Film Critics Association                       | 18 tháng 12 năm 2023 | Nữ diễn viên chính xuất sắc nhất                                              | Greta Lee                                                        | Đề cử     | [ 80 ]        |
| North Texas Film Critics Association                       | 18 tháng 12 năm 2023 | Kịch bản xuất sắc nhất                                                        | Celine Song                                                      | Đề cử     | [ 80 ]        |
| Phoenix Film Critics Society                               | 18 tháng 12 năm 2023 | Top Ten Films of 2023                                                         | Muôn kiếp nhân duyên                                             | Đoạt giải | [ 81 ]        |
| Oklahoma Film Critics Circle                               | January 3, 2024      | Top 10 Films                                                                  | Muôn kiếp nhân duyên                                             | Giải Năm  | [ 82 ]        |
| Oklahoma Film Critics Circle                               | January 3, 2024      | Best First Feature                                                            | Celine Song                                                      | Đoạt giải | [ 82 ]        |
| Producers Guild of America Awards                          | February 25, 2024    | Darryl F. Zanuck Award for Outstanding Producer of Theatrical Motion Pictures | Muôn kiếp nhân duyên                                             | Đề cử     | [ 83 ]        |
| San Diego Film Critics Society                             | December 19, 2023    | Kịch bản gốc xuất sắc nhất                                                    | Celine Song                                                      | Đề cử     | [ 84 ]        |
| San Diego Film Critics Society                             | December 19, 2023    | Best First Feature                                                            | Celine Song                                                      | Á quân    | [ 84 ]        |
| Hiệp hội phê bình phim khu vực vịnh San Francisco          | January 9, 2024      | Phim hay nhất                                                                 | Muôn kiếp nhân duyên                                             | Đề cử     | [ 85 ]        |
| Hiệp hội phê bình phim khu vực vịnh San Francisco          | January 9, 2024      | Đạo diễn xuất sắc nhất                                                        | Celine Song                                                      | Đề cử     | [ 85 ]        |
| Hiệp hội phê bình phim khu vực vịnh San Francisco          | January 9, 2024      | Nữ diễn viên chính xuất sắc nhất                                              | Greta Lee                                                        | Đề cử     | [ 85 ]        |
| Hiệp hội phê bình phim khu vực vịnh San Francisco          | January 9, 2024      | Kịch bản gốc xuất sắc nhất                                                    | Celine Song                                                      | Đoạt giải | [ 85 ]        |
| Giải Vệ tinh                                               | February 18, 2024    | Best Motion Picture, Drama                                                    | Muôn kiếp nhân duyên                                             | Đề cử     | [ 86 ]        |
| Giải Vệ tinh                                               | February 18, 2024    | Nữ diễn viên phim chính kịch xuất sắc nhất                                    | Greta Lee                                                        | Đề cử     | [ 86 ]        |
| Giải Vệ tinh                                               | February 18, 2024    | Kịch bản gốc xuất sắc nhất                                                    | Celine Song                                                      | Đề cử     | [ 86 ]        |
| Liên hoan phim quốc tế Santa Barbara                       | February 10, 2024    | Virtuoso Award                                                                | Greta Lee                                                        | Đoạt giải | [ 87 ]        |
| Seattle Film Critics Society Awards                        | January 8, 2024      | Phim hay nhất của năm                                                         | Muôn kiếp nhân duyên                                             | Đoạt giải | [ 88 ]        |
| Seattle Film Critics Society Awards                        | January 8, 2024      | Đạo diễn xuất sắc nhất                                                        | Celine Song                                                      | Đề cử     | [ 88 ]        |
| Seattle Film Critics Society Awards                        | January 8, 2024      | Nữ diễn viên chính xuất sắc nhất                                              | Greta Lee                                                        | Đề cử     | [ 88 ]        |
| Seattle Film Critics Society Awards                        | January 8, 2024      | Kịch bản xuất sắc nhất                                                        | Celine Song                                                      | Đề cử     | [ 88 ]        |
| Seattle Film Critics Society Awards                        | January 8, 2024      | Dựng phim xuất sắc nhất                                                       | Keith Frasse                                                     | Đề cử     | [ 88 ]        |
| Southeastern Film Critics Association                      | 18 tháng 12 năm 2023 | Top 10 Films                                                                  | Muôn kiếp nhân duyên                                             | 6th Place | [ 89 ]        |
| St. Louis Film Critics Association                         | December 17, 2023    | Phim hay nhất                                                                 | Muôn kiếp nhân duyên                                             | Đề cử     | [ 90 ]        |
| St. Louis Film Critics Association                         | December 17, 2023    | Đạo diễn xuất sắc nhất                                                        | Celine Song                                                      | Đề cử     | [ 90 ]        |
| St. Louis Film Critics Association                         | December 17, 2023    | Nữ diễn viên chính xuất sắc nhất                                              | Greta Lee                                                        | Đề cử     | [ 90 ]        |
| St. Louis Film Critics Association                         | December 17, 2023    | Kịch bản gốc xuất sắc nhất                                                    | Celine Song                                                      | Đề cử     | [ 90 ]        |
| Liên hoan phim Sydney                                      | June 18, 2023        | Phim hay nhất                                                                 | Muôn kiếp nhân duyên                                             | Đề cử     | [ 91 ]        |
| Toronto Film Critics Association                           | December 17, 2023    | Kịch bản gốc xuất sắc nhất                                                    | Celine Song                                                      | Á quân    | [ 92 ]        |
| Toronto Film Critics Association                           | December 17, 2023    | Best First Feature                                                            | Muôn kiếp nhân duyên                                             | Á quân    | [ 92 ]        |
| Washington D.C. Area Film Critics Association Awards       | December 10, 2023    | Phim hay nhất                                                                 | Muôn kiếp nhân duyên                                             | Đề cử     | [ 93 ]        |
| Washington D.C. Area Film Critics Association Awards       | December 10, 2023    | Đạo diễn xuất sắc nhất                                                        | Celine Song                                                      | Đề cử     | [ 93 ]        |
| Washington D.C. Area Film Critics Association Awards       | December 10, 2023    | Nữ diễn viên chính xuất sắc nhất                                              | Greta Lee                                                        | Đề cử     | [ 93 ]        |
| Washington D.C. Area Film Critics Association Awards       | December 10, 2023    | Kịch bản gốc xuất sắc nhất                                                    | Celine Song                                                      | Đoạt giải | [ 93 ]        |
| Women Film Critics Circle Awards                           | 18 tháng 12 năm 2023 | Best Movie by a Woman                                                         | Muôn kiếp nhân duyên                                             | Đoạt giải | [ 94 ]        |
| Women Film Critics Circle Awards                           | 18 tháng 12 năm 2023 | Best Woman Storyteller                                                        | Celine Song                                                      | Đoạt giải | [ 94 ]        |
| Women Film Critics Circle Awards                           | 18 tháng 12 năm 2023 | Best Screen Couple                                                            | Greta Lee và John Magaro                                         | Á quân    | [ 94 ]        |
| Writers Guild of America Awards                            | April 14, 2024       | Kịch bản gốc xuất sắc nhất                                                    | Celine Song                                                      | Đề cử     | [ 95 ]        |